# 앤디 (가수)
앤디(Andy, 본명: 이선호, 1981년 1월 21일 ~ )는 대한민국의 래퍼이자 배우이며, 보이 그룹 신화의 멤버이다.

## 학력
- 서울대길초등학교 (졸업)
- Wavker JR.high, K. F. S (졸업)
- 고등학교 졸업학력 검정고시 (합격)
- 한국켄트외국인학교 고등부 (졸업)

## 생애
앤디(이선호)는 1981년 1월 21일 대한민국 서울특별시 영등포구 신길동에서 1남 1녀중 막내로 태어났으며 이후 미국으로 이민을 갔다. 미국 이민 중 그는 댄스동아리의 일원이었다. H.O.T.의 토니 안과 친분이 있으며, 토니 안과 같이 미국에서 공원에서 이수만을 만나 오디션을 봤다. 그래서 앤디는 한국으로 귀국을 했다. 한국에 귀국을 한 뒤, SM엔터테인먼트에서 연습생 생활을 시작한다. 그래서 이수만은 앤디를 H.O.T.의 멤버로 넣으려고 했으나 앤디 부모님의 반대로 인해 앤디의 H.O.T. 데뷔는 무산되고 결국 앤디는 미국으로 다시 돌아갔다. 미국에서 다시 학업을 시작하다가 1997년에 H.O.T.가 L.A.에서 공연을 했을 당시에 앤디는 그자리에 있었으며, 앤디가 콘서트장 근처에서 밥을 먹다가 이수만이 앤디를 발견하고 다시 앤디는 SM의 연습생이 된다. 앤디는 그래서 1998년에 신화의 랩을 담당하는 멤버로 데뷔를 하게 되었다.

## 앨범

### 정규 앨범
- 2008: Andy The First New Dream
- 2009: Single Man

### 기타 앨범
- 엉뚱한 상상 (2007.11.30, 디지털 싱글)
- Andy The First Propose (2008.4.29, 1집 리패키지)
- 사랑하면 보내야 하는 건데 (2008.8.6, 디지털 싱글)
- 사랑 하나 (네게 배운 말...) (2010.1.11, 디지털 싱글)
- You and Me (2013.1.21, 디지털 싱글)
- A`NDY to Z - 선호:하다 (2018.12.24, 싱글)

## 출연

### 드라마
- 2003년 ~ 2004년 MBC 청춘시트콤 《논스톱 4》 - 앤디 역
- 2005년 SBS 주말특별기획 드라마 《프라하의 연인》 - 지승우 역
- 2009년 SBS 일일연속극 《두 아내》 - 윤남준 역

### 예능
- 2002년 MBC 《목표달성 토요일 - 애정만세 2기》
- 2004년 ~ 2005년 SBS 《실제상황 토요일 - 리얼로망스 연애편지》
- 2005년 SBS 《일요일이 좋다 - 반전드라마》
- 2008년 MBC 《우리 결혼했어요》
- 2008년 tvN 《앤디의 프렌치키스》
- 2012년 SBS MTV 《틴탑 뜬다 백퍼》
- 2012년 3월 17일 ~ 2014년 1월 19일 JTBC 《신화방송》
- 2013년 3월 2일 KBS 2TV 《세대공감 토요일》- 162회 개그맨 정종철과 함께 출연
- 2017년 11월 2일 ~ 2018년 1월 18일 E채널 《너에게 나를 보낸다》
- 2018년 3월 24일 ~ 2018년 5월 26일 tvN, OLIVE 《서울메이트》 - 호스트
- 2018년 5월 18일 ~ 2018년 8월 3일 MBN 《폼나게 가자, 내멋대로》
- 2018년 6월 27일 OLIVE 《다 해먹는 요리학교: 오늘 뭐 먹지?》 - 13회
- 2018년 7월 27일 ~ 2018년 9월 21일 SBS 《정글의 법칙 in 사바》
- 2018년 10월 20일 OLIVE 《한식대첩 - 고수외전》 - 6회
- 2018년 11월 24일 ~ 2019년 2월 16일 KBS2 《삼청동 외할머니》
- 2018년 11월 30일, 2018년 12월 7일 MBN 《기부 앤 테이크, 사세요》 - 1회, 2회
- 2019년 3월 27일, 2019년 10월 16일 SBS 《백종원의 골목식당》 - 59회, 88회
- 2019년 7월 11일 ~ 2019년 9월 12일 MBC Every 1 《세빌리아의 이발사》
- 2019년 7월 18일 tvN, XtvN 《씬의 퀴즈》 - 2회
- 2019년 7월 31일 tvN 《수미네 반찬》 - 61회
- 2019년 11월 10일 MBC 《구해줘! 홈즈》 - 32회
- 2020년 1월 1일 채널A 《리와인드 - 시간을 달리는 게임》 - 23회
- 2021년 7월 17일 JTBC 《아는형님》 289회 - 게스트
- 2022년 5월 2일 TV조선 《개나리학당》 13회 - 게스트

### MC
- 2003년 SBS 《뷰티풀 선데이》
- 2005년 ~ 2007년 SBS 《SBS 인기가요》
- 2006년 ~ 2007년 MBC 《황금어장》
- 2019년 8월 18일 ~ 올레tv모바일, LIFETIME 《아이돌다방》

### 뮤지컬
- 2007년 《뮤직 인 마이 하트 - 시즌3》
- 2008년 《폴라로이드》
- 2008년 ~ 2009년 《싱글즈》

### 광고
- 2003년 Intercrew
- 2004년 오리온 오! 감자
- 2005년 롯데푸드 알로에 바
- 2007년 G마켓
- 2022년 쿡셀

## 수상
- 2008년 MBC 방송연예대상 베스트 브랜드상 (우리 결혼했어요)

## 사건
2000년 앤디는 한국외국어대학교에 합격하였다. 그러나 앤디가 졸업한 학교인 한국켄트외국인학교가 학력 인정을 받지 않은 학교임이 밝혀지면서, 결국 앤디의 대학교 합격은 결국 무산이 되었다. 엎친데 격친 격으로 그의 어머니의 병환으로 앤디는 미국을 가야만 했다. 그러나 미국에서의 병원비 감당은 쉽지 않았다. 그래서 그는 그의 어머니를 모시고 한국으로 귀국했으며, 앤디는 신화 활동에 누가 되지 않게 하기 위해서 고시원에서 생활을 하였다. 그로 인해, 앤디는 신화 4집 활동을 하지 못하였다. 앤디는 신화 멤버 에릭과 함께 국방의 의무를 위해 영주권을 포기했다. 한국에서는 중졸학력으로 인해 그는 4급 공익 판정을 받았다. 현역으로 군대를 가고 싶어했던 그는 소송을 걸었지만 패소했다. 앤디는 고졸 검정고시에 합격 후 현역으로 입대할 수 있게 되었다.